# Horst Nachtigall
Horst Nachtigall (* 4. Februar 1924 in Berge (Nauen); † 18. Juni 2013 in Mainz) war ein deutscher Ethnologe.

## Leben
Nach 1945 studierte er Anthropologie, Afrikanische Sprachen, Früh- und Vorgeschichte sowie Archäologie an der Universität Mainz. Zu seinen Lehrern gehörten Adolf Ellegard Jensen, Adolf Friedrich, Eugen Ludwig Rapp und Roland Hampe. Er schloss sein Studium 1950 ab. Aufgrund seines Interesses an Museumsarbeit absolvierte er außerdem eine Ausbildung am Museum für Völkerkunde Frankfurt, wo Hermann Niggemeyer sein Lehrer war.
1952 wurde er Direktor der Abteilung für Archäologie am Instituto Colombiano de Anthropologia in Bogota. Während seines Aufenthalts in Kolumbien richtete Nachtigall auch eine Fotobibliothek der Archäologischen Sammlung des Nationalmuseums ein.
1957 beendete Nachtigall seine Habilitationsschrift über antike amerikanische Megalith-Kulturen. Schließlich führte er mehrere Feldforschungen durch: nicht nur unter Nomaden in Tunesien zwischen 1960 und 1965, sondern auch in Peru und Bolivien. Darüber hinaus hatte Nachtigall 1961/62 eine Professur an der Universität in Buenos Aires inne. Von 1963 bis 1989 lehrte er als Professor für Völkerkunde an der Philipps-Universität Marburg. Neben seiner Lehrtätigkeit kümmerte sich Nachtigall auch um die Ethnologische Sammlung von Marburg.
Seine Hauptinteressen umfassten die Anthropologie der Religion und die Erforschung des Schamanismus sowie die Archäologie der amerikanischen Megalithkulturen. Darüber hinaus beschäftigt sich seine wissenschaftliche Arbeit mit Fragen der Akkulturation und verwendet die Methode der empirischen Feldarbeit.

## Schriften (Auswahl)
- Alt-Kolumbien. Vorgeschichtliche Indianerkulturen. Berlin 1961, OCLC 432738177.
- Indianische Fischer, Feldbauer und Viehzüchter. Beiträge zur peruanischen Völkerkunde. Berlin 1966, OCLC 948286762.
- Völkerkunde. Frankfurt am Main 1986, ISBN 3-518-36684-X.
- West-Tarasken. Beiträge zur Archäologie, Ethnologie und Akkulturation eines westmexikanischen Volkes. Berlin 1992, ISBN 3-496-00415-0.